# Kotel (ville)
Pour les articles homonymes, voir Kotel.
Kotel (en bulgare Котел) est une ville de l'est de la Bulgarie. Son nom signifie « chaudron ».

## Géographie
La ville est située dans l'est de la Bulgarie, au cœur de la partie est de la chaîne du Grand Balkan. Elle se trouve à 328 km de la capitale (Sofia) et à 49 km au nord-est de la ville de Sliven qui est le chef-lieu de la région.
Sur le plan de la géographie administrative, Kotel est une ville située dans la municipalité de même nom. Elle fait partie de la région administrative de Sliven.

## Histoire
La ville de Kotel fut fondée, au début de la domination turque, par les bulgares des villes et villages voisins qui cherchaient du travail agricole dans le timar du sipahi Moussa. Les premières mentions de la localité, qui s'appelait alors Kazan Pınar (Казан Пънаръ, soit « la source du chaudron » en turc, Kotel en étant la traduction) remontent à 1486 et figurent dans le registre des timars du sandjak de Nikopol. À cette époque, la localité comptait 53 foyers (maisons ou familles).

## Galerie de photographies

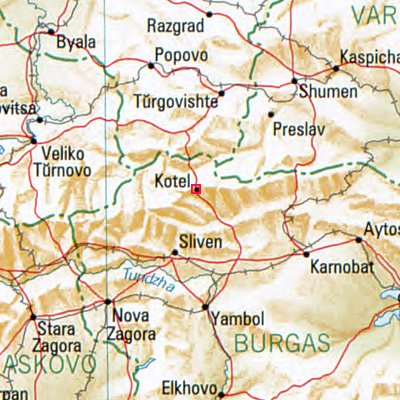
Les axes routiers menant à Kotel.
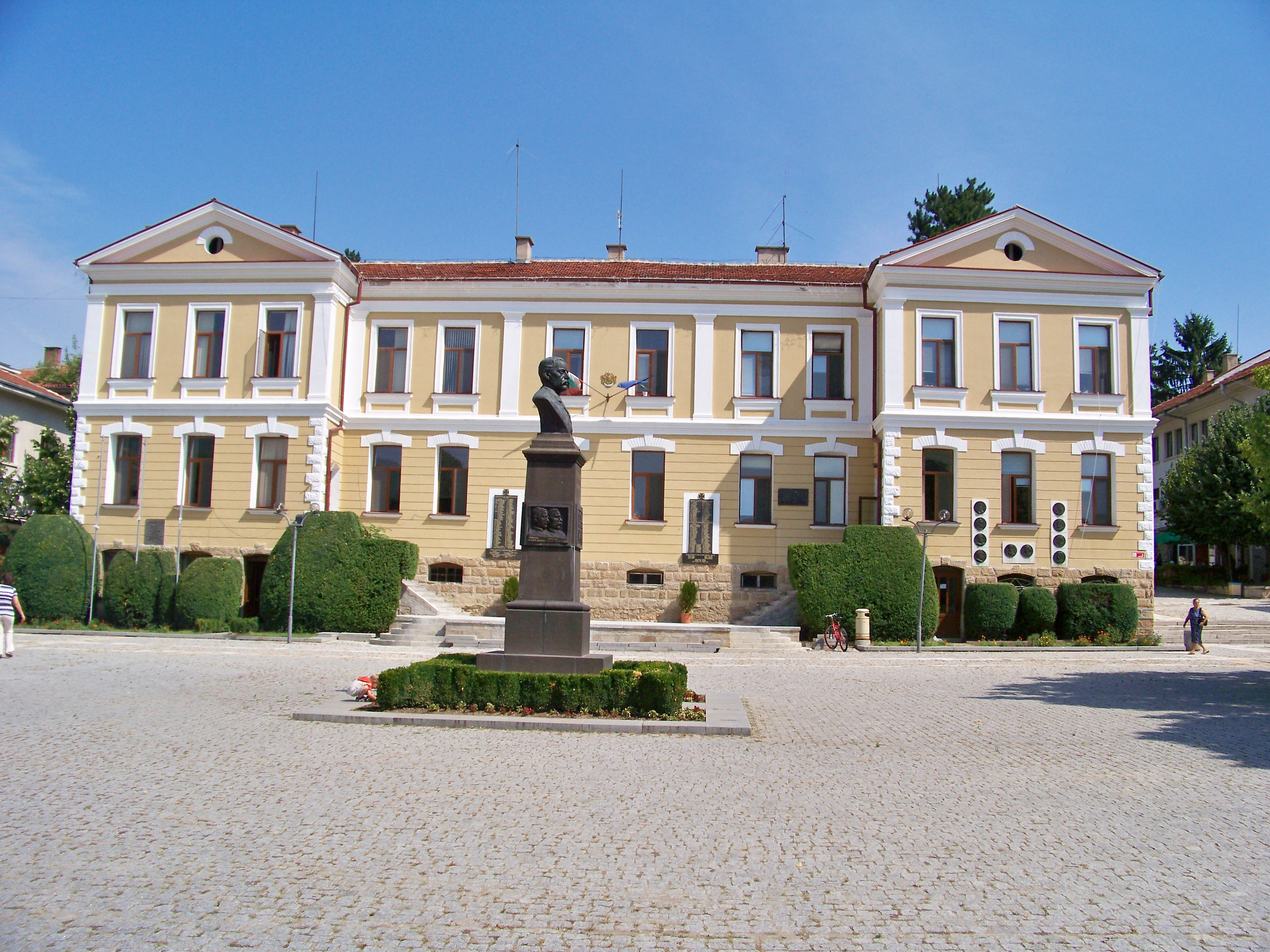
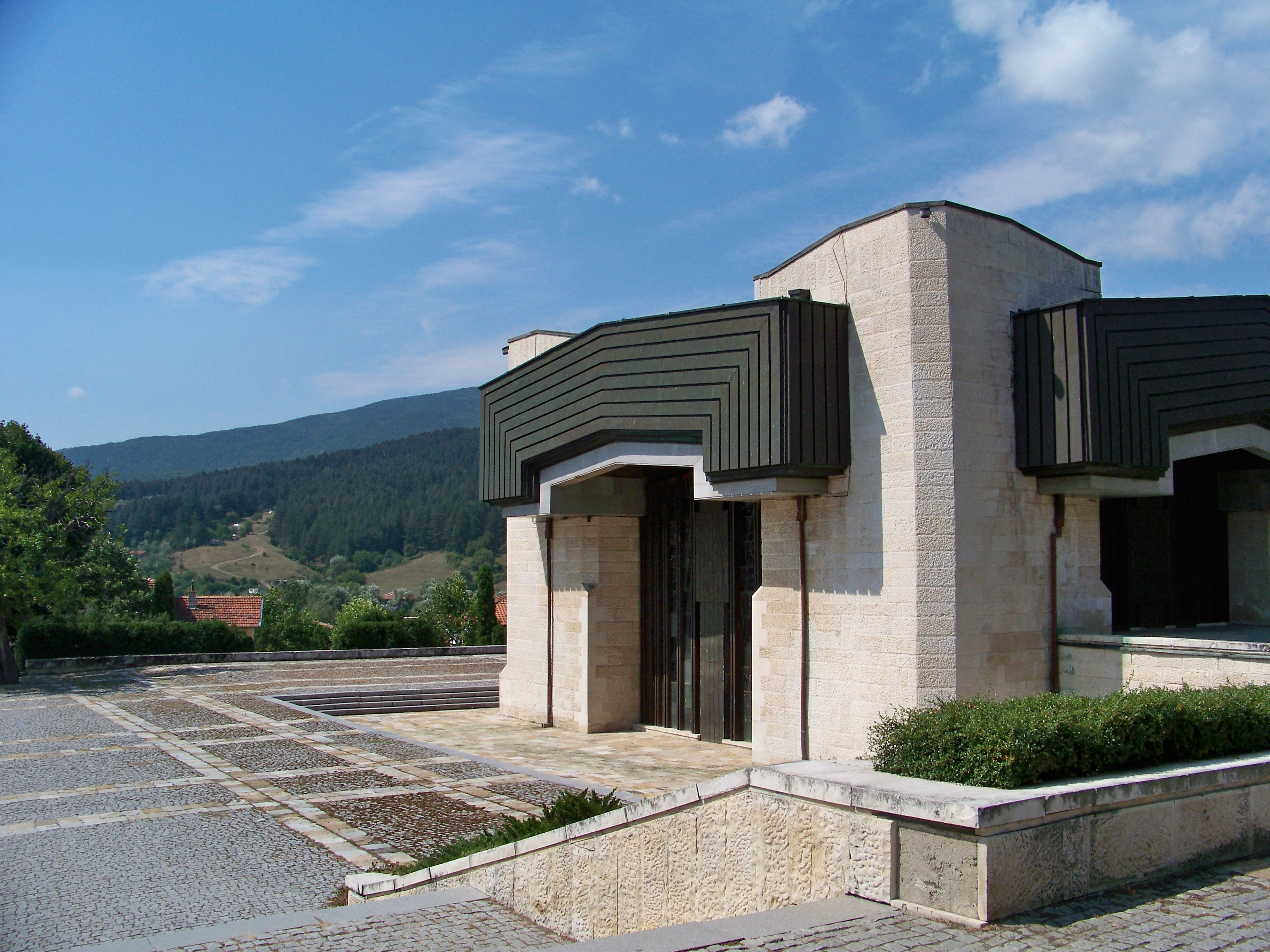
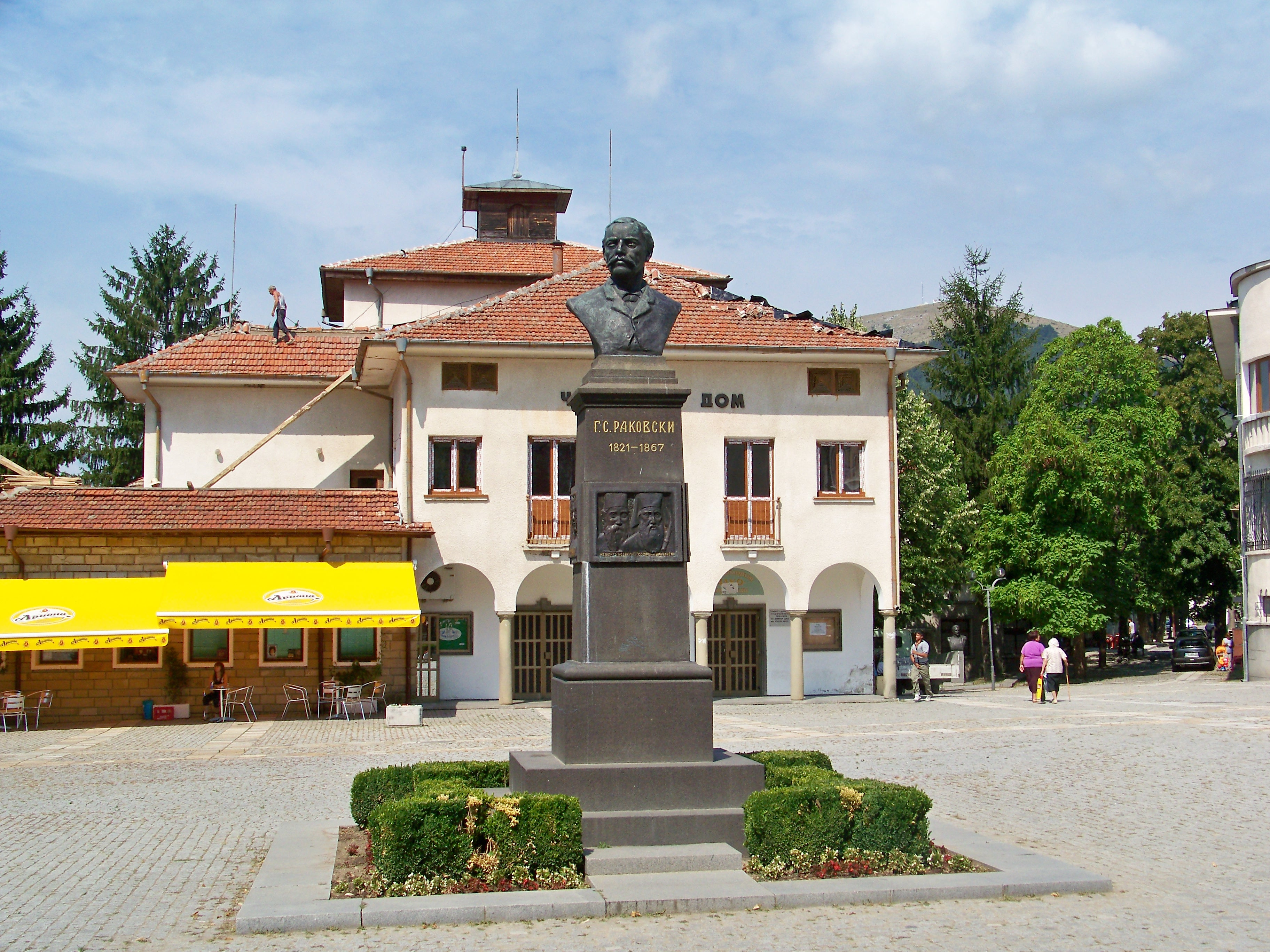
Monument dédié à Georgi Sava Rakovski, natif de la ville.
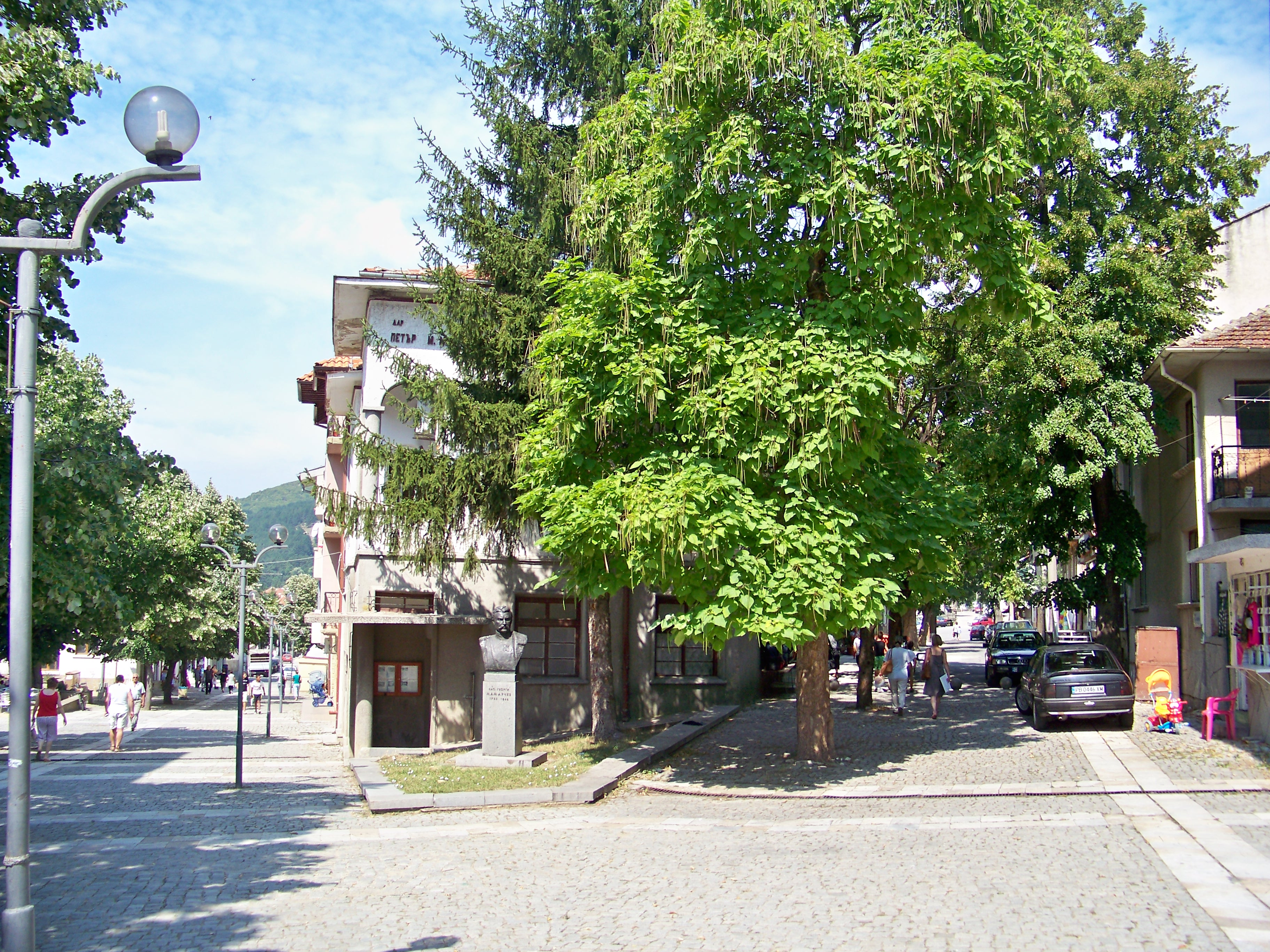
Rues piétonnes du centre-ville.